# Realización múltiple
En Filosofía de la mente, la realización múltiple o realizabilidad múltiple (en inglés: Multiple realizability), también llamada realización variable (en inglés: Variable realization) es la tesis de que una misma propiedad, estado o evento mental puede ser implementado por diferentes propiedades, estados o eventos físicos. Un ejemplo común es el dolor, que de acuerdo con muchos filósofos implica una amplia variedad de propiedades, estados o eventos físicos, que no comparten ninguna característica común a ese nivel de descripción (por ejemplo, es dudoso que el sustrato neural del dolor en los seres humanos sea igual al de los pulpos), y que pueden todos realizar el mismo dolor.
Los filósofos de la mente han utilizado la tesis de la realizabilidad múltiple para argumentar que los estados mentales no son iguales a los estados físicos, ni pueden reducirse a ellos, posturas comunes en teorías psiconeuronales o de identidad mente-cerebro que identificaban estados mentales con estados cerebrales.También la han utilizado para defender o criticar muchas versiones del funcionalismo, especialmente el llamado funcionalismo máquina-estado.
La referencia a la realización múltiple viene a apoyar un argumento clásico dentro de la Filosofía de la mente. Fue el factor decisivo para el paso de teoría de la identidad al funcionalismo. La formulación clásica del argumento de la realización múltiple se debe a Hilary Putnam (apartado 1). Jerry Fodor generalizó el argumento y se sirvió de él para criticar el reduccionismo y defender la autonomía de las ciencias particulares (apartado 2). No obstante, también se ha usado para criticar posiciones funcionalistas: Putnam, por ejemplo, sostuvo que los tipos mentales son tanto «composicional» como «computacionalmente» plásticos, esto es, que el mismo tipo mental puede ser una propiedad de sistemas que no están en el mismo estado computacional.

## La realización múltiple como argumento contra la teoría de la identidad
La teoría de la identidad se sitúa en un punto muy concreto en la historia de la filosofía de la mente: es la inmediata reacción a problemas surgidos del positivismo (empirismo) lógico y el conductismo lógico, representados, por ejemplo, por Carl Gustav Hempel o Gilbert Ryle. La conclusión que se extrajo de ese fracaso fue que los estados mentales no pueden abordarse únicamente mediante descripciones de la conducta. Entonces, ¿qué pueden ser los estados mentales?
Para los defensores de la identidad la respuesta no puede ser otra que esta: «Los estados mentales son idénticos a los estados cerebrales.» Para todo estado mental M (por ejemplo, dolor de cabeza) ha de haber un estado cerebral C, que es idéntico a M. Aquí hay que entender M y C como tipos. El tipo «dolor de cabeza» significa el dolor de cabeza como idea genérica y no un dolor de cabeza concreto (esto sería un caso). Así pues, la tesis es que los tipos M y los tipos C son idénticos.

### La objeción
Hilary Putnam (1967) ideó el argumento de la realizabilidad múltiple, que debía mostrar que un estado mental no puede ser idéntico a un estado cerebral. Los estados mentales individuales, concretos (casos) pueden realizarse en los diversos seres por medio de muy diferentes estados cerebrales. Piénsese, por ejemplo, en el dolor de un anfibio y el de un humano. Es muy improbable que cuando sienten dolor los procesos cerebrales en uno y otro sean iguales. Sin embargo, ambos pueden sentir dolor. Tienen, por tanto, los mismos estados mentales pero diferentes estados cerebrales. Por consiguiente, los estados mentales (tipos M) no pueden ser idénticos a los estados cerebrales (tipos C). 
Con este argumento muchos dan por refutada la teoría de la identidad clásica. (Cfr., no obstante, Jaegwon Kim, 1993.) Naturalmente, también puede suponerse que los casos M son idénticos a los casos C, como sostiene, por ejemplo, Donald Davidson. Sin embargo, esto deja sin explicar qué tienen en común los casos M para que sean individualizaciones diversas de un mismo tipo. El funcionalismo dio respuesta a esta pregunta: Todos los casos M similares son realizados por el mismo estado funcional (tipo) F.

## La realización múltiple como argumento contra el reduccionismo
A menudo se da por hecho que la realización múltiple no solo ofrece un argumento contra la teoría de la identidad, sino que hace también que las posiciones reduccionistas, en general, resulten insatisfactorias. Ha sido Jerry Fodor (1974), en particular, quien ha generalizado el argumento de la realizabilidad múltiple. Fodor piensa que el argumento muestra que a las ciencias particulares (por ejemplo, la psicología o la economía) ha de reservárseles un estatus autónomo respecto de la física. Las leyes de las ciencias particulares no son, por principio, reducibles a las leyes de la física.
Pensemos en una ley psicológica trivial: «Si X odia a Y, X no besará a Y (a menos que piense obtener algún beneficio de ello).» Si el argumento de la realizabilidad múltiple es cierto, no existe entonces ninguna ley física a la que esa ley psicológica pueda reducirse. Pues «odiar» puede realizarse, en seres diversos, de maneras muy diferentes, de tal modo que los casos, al ser descritos en el lenguaje de la física, no pueden ya reconocerse como análogos.
La economía nos ofrece un ejemplo aún más evidente. Cuando ésta establece una ley sobre el dinero, dicha ley se cumple con independencia de qué esté hecho el dinero (oro, níquel, etc.), es decir, esa ley es independiente de las realizaciones físicas concretas. Por consiguiente, si describimos solo el acontecer físico, no podremos reconocer qué tienen de análogo los diferentes casos.

## Enlaces
- http://plato.stanford.edu/entries/multiple-realizability/

- Datos: Q1414884